# Interlands Turks voetbalelftal 1923-1929
Deze pagina toont een chronologisch en gedetailleerd overzicht van de interlands die het Turks voetbalelftal heeft gespeeld in de periode 1923 – 1929.

## Interlands

### 1923
|                                                     |                           |       |                       |                                                                                |
| 26 oktober Vriendschappelijk № 1 «onderlinge duels» | Turkije                   | 2 – 2 | Roemenië              | Taksimstadion, Istanbul Toeschouwers: 7.500 Scheidsrechter: Anton Krátký (TCH) |
| 26 oktober Vriendschappelijk № 1 «onderlinge duels» | Zeki Rıza Sporel 32', 50' |       | 20', 53' Isidor Gansl | Taksimstadion, Istanbul Toeschouwers: 7.500 Scheidsrechter: Anton Krátký (TCH) |

### 1924
| Olympische Spelen 1924 |
| ---------------------- |

|                                                                                |                                                                        |       |                      |                                                                               |
| 25 mei Olympische Spelen Eerste ronde № 2 «onderlinge duels» 15:30 uur (UTC+1) | Tsjecho-Slowakije                                                      | 5 – 2 | Turkije              | Stade Bergeyre, Parijs Toeschouwers: 4.344 Scheidsrechter: Per Andersen (NOR) |
| 25 mei Olympische Spelen Eerste ronde № 2 «onderlinge duels» 15:30 uur (UTC+1) | Rudolf Sloup 21' Josef Sedláček 28', 37' Jan Novák 64' Josef Čapek 74' |       | 63', 82' Bekir Refet | Stade Bergeyre, Parijs Toeschouwers: 4.344 Scheidsrechter: Per Andersen (NOR) |

|  |  |  |  |  |  |  |  |  |

|                                                                    |                                              |       |                                    |                                                                                      |
| 17 juni Vriendschappelijk № 3 «onderlinge duels» 19:00 uur (UTC+2) | Finland                                      | 2 – 4 | Turkije                            | Töölön Pallokenttä, Helsinki Toeschouwers: 6.000 Scheidsrechter: Gösta Löfgren (FIN) |
| 17 juni Vriendschappelijk № 3 «onderlinge duels» 19:00 uur (UTC+2) | Hjalmar Kelin 30' Kalle Fallström 80' (pen.) |       | 3', 15', 37', 87' Zeki Rıza Sporel | Töölön Pallokenttä, Helsinki Toeschouwers: 6.000 Scheidsrechter: Gösta Löfgren (FIN) |

|                                                                    |                  |       |                                                                           |                                                                                   |
| 19 juni Vriendschappelijk № 4 «onderlinge duels» 18:00 uur (UTC+2) | Estland          | 1 – 4 | Turkije                                                                   | Kalevi Staadion, Tallinn Toeschouwers: 5.500 Scheidsrechter: Julius Reinans (EST) |
| 19 juni Vriendschappelijk № 4 «onderlinge duels» 18:00 uur (UTC+2) | Oskar Üpraus 38' |       | 30' Sabih Arca 69' Bedri Gürsoy 72' Zeki Rıza Sporel 75' Zeki Rıza Sporel | Kalevi Staadion, Tallinn Toeschouwers: 5.500 Scheidsrechter: Julius Reinans (EST) |

|                                                                       |                  |       |                                |                                                                            |
| 22 juni Vriendschappelijk № 5 «onderlinge duels» 16:00 uur (UTC+1:37) | Letland          | 1 – 3 | Turkije                        | LSB Stadions, Riga Toeschouwers: 5.000 Scheidsrechter: August Silber (EST) |
| 22 juni Vriendschappelijk № 5 «onderlinge duels» 16:00 uur (UTC+1:37) | Edvīns Bārda 56' |       | 11', 16', 68' Zeki Rıza Sporel | LSB Stadions, Riga Toeschouwers: 5.000 Scheidsrechter: August Silber (EST) |

|                                                                    |                                         |       |         |                                                                                          |
| 29 juni Vriendschappelijk № 6 «onderlinge duels» 17:30 uur (UTC+1) | Polen                                   | 2 – 0 | Turkije | Stadion Miejski w Łodzi, Łódź Toeschouwers: 6.000 Scheidsrechter: Mihály Iváncsics (HUN) |
| 29 juni Vriendschappelijk № 6 «onderlinge duels» 17:30 uur (UTC+1) | Mieczysław Balcer 42' Henryk Reyman 43' |       |         | Stadion Miejski w Łodzi, Łódź Toeschouwers: 6.000 Scheidsrechter: Mihály Iváncsics (HUN) |

|                                                      |                                                     |       |         |                                                                                            |
| 16 november Vriendschappelijk № 7 «onderlinge duels» | Sovjet-Unie                                         | 3 – 0 | Turkije | Stadion Imeni Vorovskogo, Moskou Toeschouwers: 15.000 Scheidsrechter: Hamdi Emin Çap (TUR) |
| 16 november Vriendschappelijk № 7 «onderlinge duels» | Michail Boetoesov 14', 25' Aleksandr Sjpakovski 70' |       |         | Stadion Imeni Vorovskogo, Moskou Toeschouwers: 15.000 Scheidsrechter: Hamdi Emin Çap (TUR) |

### 1925
|                                                   |                                   |       |                         |                                                                              |
| 10 april Vriendschappelijk № 8 «onderlinge duels» | Turkije                           | 2 – 1 | Bulgarije               | Taksimstadion, Istanbul Toeschouwers: 4.000 Scheidsrechter: W.H. Allen (TUR) |
| 10 april Vriendschappelijk № 8 «onderlinge duels» | Mehmet Leblebi 31' Sabih Arca 67' |       | 74' Nikola Moetaftsjiev | Taksimstadion, Istanbul Toeschouwers: 4.000 Scheidsrechter: W.H. Allen (TUR) |

|                                                                     |                    |       |                                         |                                                                                      |
| 1 mei Vriendschappelijk № 9 «onderlinge duels» 17:00 uur (UTC+1:44) | Roemenië           | 1 – 2 | Turkije                                 | Romcomit Stadion, Boekarest Toeschouwers: 15.000 Scheidsrechter: Albert Rolton (ROU) |
| 1 mei Vriendschappelijk № 9 «onderlinge duels» 17:00 uur (UTC+1:44) | Iosif Braucler 66' |       | 62' Zeki Rıza Sporel 87' Mehmet Leblebi | Romcomit Stadion, Boekarest Toeschouwers: 15.000 Scheidsrechter: Albert Rolton (ROU) |

|                                                  |               |       |                                        |                                                                                   |
| 15 mei Vriendschappelijk № 10 «onderlinge duels» | Turkije       | 1 – 2 | Sovjet-Unie                            | İstiklâl Stadium, Ankara Toeschouwers: 5.000 Scheidsrechter: Hamdi Emin Çap (TUR) |
| 15 mei Vriendschappelijk № 10 «onderlinge duels» | Sabih Arca 3' |       | 82' Fjodor Selin 85' Michail Boetoesov | İstiklâl Stadium, Ankara Toeschouwers: 5.000 Scheidsrechter: Hamdi Emin Çap (TUR) |

|                                                                       |               |       |                                    |                                                                                |
| 2 oktober Vriendschappelijk № 11 «onderlinge duels» 16:00 uur (UTC+2) | Turkije       | 1 – 2 | Polen                              | Taksimstadion, Istanbul Toeschouwers: 7.000 Scheidsrechter: Peco Bauwens (GER) |
| 2 oktober Vriendschappelijk № 11 «onderlinge duels» 16:00 uur (UTC+2) | Zeki Günel 5' |       | 26' Józef Adamek 65' Leon Sperling | Taksimstadion, Istanbul Toeschouwers: 7.000 Scheidsrechter: Peco Bauwens (GER) |

### 1926
|                                                 |                     |       |                                                          |                                                                              |
| 7 mei Vriendschappelijk № 12 «onderlinge duels» | Turkije             | 1 – 3 | Roemenië                                                 | Taksimstadion, Istanbul Toeschouwers: 5.000 Scheidsrechter: W.H. Allen (TUR) |
| 7 mei Vriendschappelijk № 12 «onderlinge duels» | Muslih Peykoğlu 71' |       | 54' Augustin Semler 59' Rudolf Matek 63' Augustin Semler | Taksimstadion, Istanbul Toeschouwers: 5.000 Scheidsrechter: W.H. Allen (TUR) |

|                                                                          | |       |                     |                                                                                              |
| 12 september Vriendschappelijk № 13 «onderlinge duels» 16:00 uur (UTC+1) | Polen                                                                                              | 6 – 1 | Turkije             | Wojska Polskiegostadion, Lemberg Toeschouwers: 10.000 Scheidsrechter: František Cejnar (TCH) |
| 12 september Vriendschappelijk № 13 «onderlinge duels» 16:00 uur (UTC+1) | Mieczysław Batsch 27' Mieczysław Balcer 48' Zygmunt Steuermann 50', 68', 71' Mieczysław Batsch 77' |       | 86' Alâaddin Baydar | Wojska Polskiegostadion, Lemberg Toeschouwers: 10.000 Scheidsrechter: František Cejnar (TCH) |

### 1927
|                                                   |                                                |       |                                       |                                                                              |
| 17 juli Vriendschappelijk № 14 «onderlinge duels» | Bulgarije                                      | 3 – 3 | Turkije                               | Slaviastadion, Sofia Toeschouwers: 10.000 Scheidsrechter: Ede Viczenik (HUN) |
| 17 juli Vriendschappelijk № 14 «onderlinge duels» | Nikola Liutskanov 37', 66' Velcho Stoyanov 83' |       | 2', 5' Latif Yalınlı 75' Kemal Faruki | Slaviastadion, Sofia Toeschouwers: 10.000 Scheidsrechter: Ede Viczenik (HUN) |

|                                                      |                                            |       |                     |                                                                                       |
| 14 oktober Vriendschappelijk № 15 «onderlinge duels» | Turkije                                    | 3 – 1 | Bulgarije           | Taksimstadion, Istanbul Toeschouwers: 8.000 Scheidsrechter: Vasile Nicolaeviciu (ROU) |
| 14 oktober Vriendschappelijk № 15 «onderlinge duels» | Zeki Rıza Sporel 25', 65' Nihat Bekdik 85' |       | 72' Dimitar Manolov | Taksimstadion, Istanbul Toeschouwers: 8.000 Scheidsrechter: Vasile Nicolaeviciu (ROU) |

### 1928
|                                                   |                                     |       |                   |                                                                                       |
| 8 april Vriendschappelijk № 16 «onderlinge duels» | Joegoslavië                         | 2 – 1 | Turkije           | Stadion Concordije, Zagreb Toeschouwers: 5.000 Scheidsrechter: Mihály Iváncsics (HUN) |
| 8 april Vriendschappelijk № 16 «onderlinge duels» | Dragutin Babić 39' Franjo Giler 41' |       | 62' Latif Yalınlı | Stadion Concordije, Zagreb Toeschouwers: 5.000 Scheidsrechter: Mihály Iváncsics (HUN) |

|                                                    |                                                                             |       |                                  |                                                                                            |
| 15 april Vriendschappelijk № 17 «onderlinge duels» | Roemenië                                                                    | 4 – 2 | Turkije                          | Stadionul Jean Pădureanu, Bistrița Toeschouwers: 3.000 Scheidsrechter: Ernest Fabris (YUG) |
| 15 april Vriendschappelijk № 17 «onderlinge duels» | Rudi Wetzer 40' İsmet Uluğ 55' (e.d.) Graţian Sepi 68' Geza Nagy-Csomag 83' |       | 29' Kemal Faruki 87' Burhan Atak | Stadionul Jean Pădureanu, Bistrița Toeschouwers: 3.000 Scheidsrechter: Ernest Fabris (YUG) |

| Olympische Spelen 1928 |
| ---------------------- |

|                                                                                      | |       |                 |                                                                                      |
| 28 mei Olympische Spelen Achtste finale № 18 «onderlinge duels» 19:00 uur (UTC+1:20) | Egypte | 7 – 1 | Turkije         | Olympisch Stadion, Amsterdam Toeschouwers: 2.744 Scheidsrechter: Marcel Slawik (FRA) |
| 28 mei Olympische Spelen Achtste finale № 18 «onderlinge duels» 19:00 uur (UTC+1:20) | Ali El-Hassany 20' (pen.) Ali Mohamed Riad 27' Mahmoud Mokhtar El-Tetsh 46', 50', 63' Ismail El-Sayed Hooda 53' Gamil El-Zobeir 86' |       | 71' Bekir Refet | Olympisch Stadion, Amsterdam Toeschouwers: 2.744 Scheidsrechter: Marcel Slawik (FRA) |

|  |  |  |  |  |  |  |  |  |

TFF · A-internationals · Selecties · Bondscoaches · Turks vrouwenelftal · Olympisch elftal · Turkije U21 · Turkije U20 · Turkije U19 · Turkije U18 · Turkije U17 · Turkije U16
1923 – 1929 · 
1930 – 1939 · 
1940 – 1949 · 
1950 – 1959 · 
1960 – 1969 · 
1970 – 1979 · 
1980 – 1989 · 
1990 – 1999 · 
2000 – 2009 · 
2010 – 2019 ·
2020 − 2029
EK 1996 · 
EK 2000 · 
EK 2008 · 
EK 2016 ·
EK 2020 ·
EK 2024 · WK 1954 · WK 2002 · OS 1924 · 
OS 1928 · 
OS 1936 · 
OS 1948 · 
OS 1952 · 
OS 1960
1923 · 
1924 · 
1925 · 
1926 · 
1927 · 
1928 · 
1929 · 1930 · 
1931 · 
1932 · 
1933 · 1934 · 1935 · 
1936 · 
1937 · 
1938 · 1939 · 1940 · 1941 · 1942 · 1943 · 1944 · 1945 · 1946 · 1947 · 
1948 · 
1949 · 
1950 · 
1952 · 
1952 · 
1953 · 
1954 · 
1955 · 
1956 · 
1957 · 
1958 · 
1959 · 
1960 · 
1961 · 
1962 · 
1963 · 
1964 · 
1965 · 
1966 · 
1967 · 
1968 · 
1969 · 
1970 · 
1971 · 
1972 · 
1973 · 
1974 · 
1975 · 
1976 · 
1977 · 
1978 · 
1979 · 
1980 · 
1981 · 
1982 · 
1983 · 
1984 · 
1985 · 
1986 · 
1987 · 
1988 · 
1989 · 
1990 · 
1991 · 
1992 · 
1993 · 
1994 · 
1995 · 
1996 · 
1997 · 
1998 · 
1999 · 
2000 · 
2001 · 
2002 · 
2003 · 
2004 · 
2005 · 
2006 · 
2007 · 
2008 · 
2009 · 
2010 · 
2011 · 
2012 · 
2013 · 
2014 · 
2015 ·
2016 ·
2017 ·
2018 ·
2019 ·
2020 ·
2021 ·
2022 ·
2023 ·
2024
Albanië ·
Algerije ·
Andorra ·
Angola ·
Armenië ·
Australië ·
Azerbeidzjan ·
België ·
Bosnië en Herzegovina ·
Brazilië ·
Bulgarije ·
Canada ·
Chili ·
China ·
Colombia ·
Costa Rica ·
DDR ·
Denemarken ·
Duitsland ·
Ecuador ·
Egypte ·
Engeland ·
Estland ·
Ethiopië ·
Faeröer ·
Finland ·
Frankrijk ·
Georgië ·
Ghana ·
Gibraltar ·
Griekenland ·
Guinee ·
Honduras ·
Hongarije ·
Ierland ·
IJsland ·
Irak ·
Iran ·
Israël ·
Italië ·
Ivoorkust ·
Japan ·
Joegoslavië ·
Kameroen ·
Kazachstan ·
Kosovo ·
Kroatië ·
Letland ·
Libanon ·
Libië ·
Liechtenstein ·
Litouwen ·
Luxemburg ·
Maleisië ·
Malta ·
Moldavië ·
Montenegro · 
Nederland ·
Nieuw-Zeeland ·
Noord-Ierland ·
Noord-Macedonië ·
Noorwegen ·
Oekraïne ·
Oezbekistan ·
Oostenrijk ·
Pakistan ·
Paraguay ·
Polen ·
Portugal ·
Qatar · 
Roemenië ·
Rusland ·
San Marino ·
Saoedi-Arabië ·
Schotland ·
Senegal ·
Servië ·
Slovenië · 
Slowakije ·
Sovjet-Unie ·
Spanje ·
Syrië ·
Tsjechië ·
Tsjecho-Slowakije ·
Tunesië ·
Uruguay ·
Verenigde Staten ·
Wales ·
Wit-Rusland ·
Zuid-Afrika ·
Zuid-Korea ·
Zweden ·
Zwitserland
Brazilië (2002, 1) · 
Costa Rica (2002) · 
Duitsland (2008) · 
Italië (2021) · 
Kroatië (2008) · 
Kroatië (2016) · 
Portugal (2008) · 
Spanje (2016) · 
Tsjechië (2008) · 
Wales (2021) · 
Zwitserland (2008) · 
Zwitserland (2021)
België · Bulgarije · Denemarken · Duitsland · Engeland · Estland · Finland · Frankrijk · Griekenland · Hongarije · Ierland · Italië · Joegoslavië · Letland · Litouwen · Luxemburg · Nederland · Noord-Ierland · Noorwegen · Oostenrijk · Polen · Portugal · Roemenië · Schotland · Sovjet-Unie · Spanje · Tsjecho-Slowakije · Turkije · Wales · Zweden · Zwitserland